# Fernando Sánchez Dragó
Fernando Sánchez Dragó (Madrid, 2 de octubre de 1936-Castilfrío de la Sierra, Soria, 10 de abril de 2023) fue un escritor y periodista español, autor de más de cuarenta libros, principalmente ensayos y novelas, casi todos con un fondo autobiográfico. También cultivó la narración de viajes, tradujo libros del francés y colaboró en prensa y radio. Presentó y dirigió numerosos programas de televisión, la mayor parte relacionados con la cultura.

## Biografía

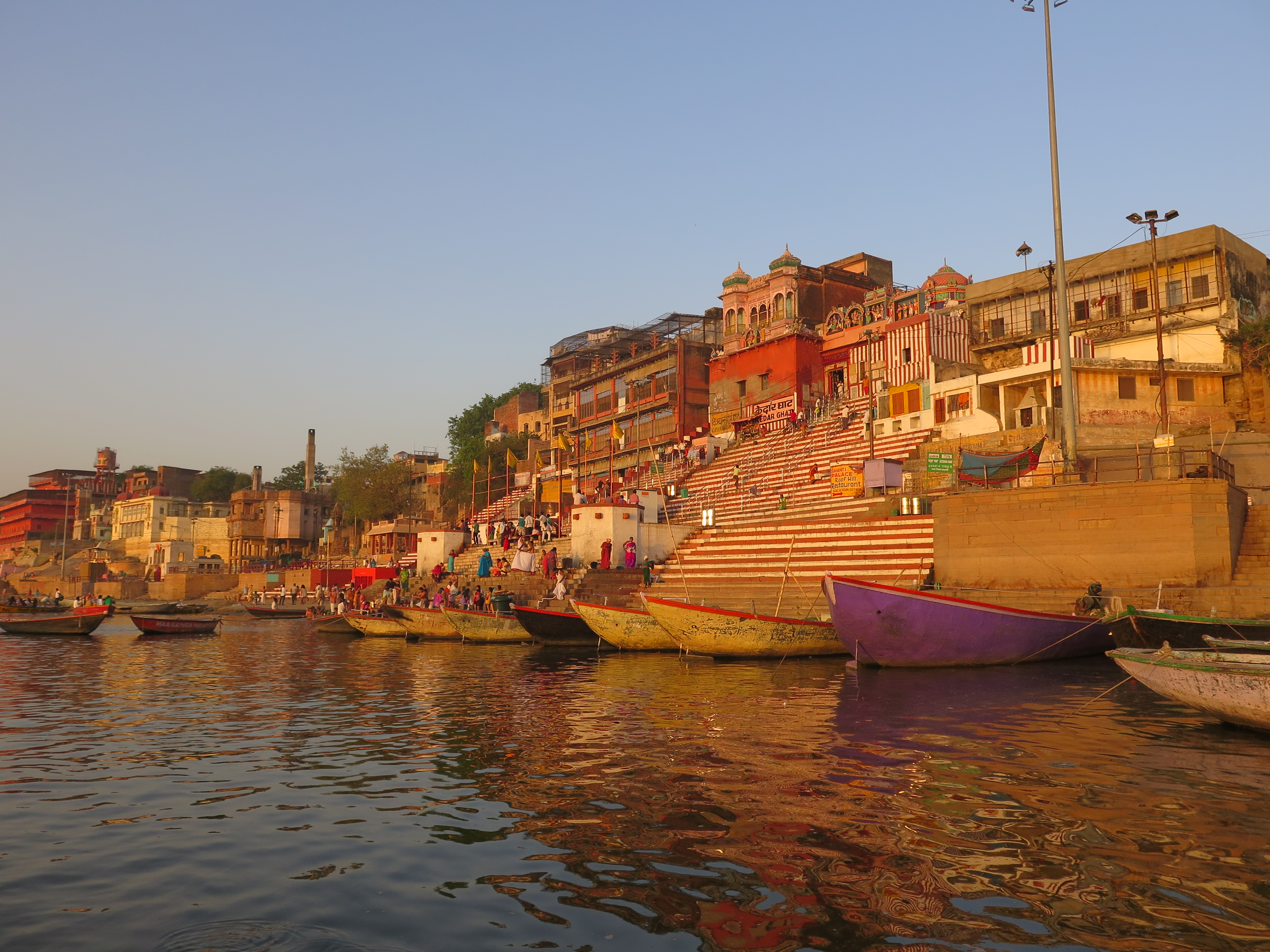
Una vivencia a la orilla del Ganges, en Benarés (India), transmutó el modo de comprender el mundo de Sánchez Dragó.

Fernando Sánchez Dragó era sobrino-nieto de Modesto Sánchez Ortiz, director de La Vanguardia, y nieto de Gerardo Sánchez Ortiz, uno de los fundadores de la Asociación de la Prensa de Madrid.
Era el hijo primogénito de la alicantina Elena Dragó Carratalá y el único y póstumo del periodista Fernando Sánchez Monreal, que había sido redactor-jefe del diario La Voz, y era director y propietario del periódico Noti-Sport y director de la agencia de noticias Febus cuando estalló la guerra civil española.
Fernando Sánchez Dragó nació en el barrio de Salamanca. De niño pasaba mucho tiempo hablando con su ángel de la guarda, llamado Jai. En casa lo llamaban Nano.
A los cinco u ocho años fundó, dirigió y redactó un periódico autógrafo, La Nueva España, del que se conservan varios ejemplares, un plagio del diario ABC que alquilaba a los vecinos del inmueble en el que vivía por cinco céntimos de peseta.
Tenía seis años cuando su madre, el día anterior a su primer día de colegio, lo llevó al cine para ver la película El mago de Oz, que le hizo concebir que la vida, el mundo, era un sendero de baldosas amarillas.
Fue alumno del Colegio del Pilar de Madrid. Licenciado en Filología Románica (1959) y Lenguas Modernas, en la especialidad de italiano (1962) y doctor en Letras por la Universidad de Madrid con una tesis sobre Valle-Inclán.
Durante su infancia y adolescencia, sólo supo sobre la muerte de su padre que había sucedido durante la guerra civil y creyó que había sido asesinado por los republicanos. Con todo, al ingresar a la universidad, entró en el Partido Comunista de España convencido por Jorge Semprún, sin ser comunista, para "correr aventuras". En 1956, estando detenido por participar en las protestas universitarias, un comisario de policía le reveló abruptamente que su padre había muerto a manos de los sublevados contra la Segunda República Española, lo que supuso una conmoción para él.
Hacia finales de la década de 1950 o principios de la siguiente, según confesión propia, tradujo más de veinte títulos de las novelas de Simenon, de la serie del comisario de policía Maigret. Antes, en 1954 había cofundado la revista poética Aldebarán.
Fue encarcelado en 1956 por instigar y participar en los sucesos del mismo año, y de nuevo en 1958 y 1963 por sus escritos e ideología. En 1964, estando bajo arresto domiciliario, escapó al exilio y regresó a España en 1970.
En 1960 escribió en veintitrés días su primer libro, una novela, con el propósito de conquistar a una mujer, y lo consiguió. Por otra parte, el libro sería publicado en 1984.
Un año antes de escapar, en Roma, se había enamorado de Caterina Barilli en cuanto la conoció.
Durante el exilio fue corresponsal de prensa para el diario El Alcázar, adoptando como seudónimo el nombre de su padre.
Dragó fue detenido a su regreso de Italia, en septiembre de 1963. Según Francisco Xavier Redondo Abal, investigador de la Universidad de Santiago de Compostela, fue el escritor quien, de forma consciente o inconsciente, desveló a la policía franquista la verdadera identidad de Jorge Semprún.
En una visita a la ciudad india de Benarés, en marzo de 1967, salió del hotel una madrugada para ver el amanecer desde uno de los ghats, escalinatas en la ribera del río Ganges que descienden hasta el agua, y cuando salió el Sol lo vio "danzar" y se sintió embriagado por una explosión sagrada que imprimió en él una huella indeleble. Esta experiencia, "auténtica caída a las puertas de Damasco", motivó la conversión de "un intelectual sin gafas, pero gafotas (...) positivista, empirista, racionalista y crítico a la manera occidental" en un "hombre religioso".
En 1978 publicó Gárgoris y Habidis. Una historia mágica de España, obra que pese a ser rechazada tres veces por las editoriales supuso su revelación como escritor y todo un éxito de ventas. El libro fue escrito, según su autor, entre Dakar, Fez, Soria, Tokio, Madrid y Alicante, y contó con un prólogo de Torrente Ballester. La presentación de la obra sucedió en el Ateneo de Madrid con intervenciones de Dámaso Alonso, José Luis Aranguren (profesores del autor en su etapa universitaria) Fernando Savater, Julio Caro Baroja, Fernando Arrabal, Luis Racionero y Agustín García Calvo. Además de los citados, la obra fue elogiada por historiadores como Claudio Sánchez Albornoz, Domínguez Ortiz y José Antonio Maravall; así como por Eduardo Blanco Amor, Mauricio Wacquez, Teresa Gracia, Manuel Andújar, Ignacio Amestoy, Rubén Caba, Juan Cueto, Alberto Cardín, Jesús Torbado, Fanny Rubio, Luis Eduardo Aute, José Saramago, Montero Glez, Eduardo Haro Ibars, Camilo José Cela, Alfredo Bryce Echenique, Mario Satz, José Luis Garci, Anna Grau, Javier Sierra, Enrique García Máiquez, Javier Barreiro, Gustavo Bueno, Salvador Dalí, Jorge Verstrynge, Arturo Pérez-Reverte o Carlos Casares.José María de Areilza comparó la obra con En busca del tiempo perdido de Marcel Proust y Don Quijote de La Mancha de Cervantes.
Enseñó en universidades de Italia, Japón, Senegal, Marruecos, Jordania, Kenia, Estados Unidos y España, como profesor de lengua española y literatura e historia española.
Trabajó en la televisión en Italia (RAI), Japón (NHK), Televisión española (RTVE) y Telemadrid; colaboró con emisoras de radio de España (SER, Onda Cero, COPE, EsRadio[cita requerida] y diversas publicaciones del Grupo 16, el periódico El Mundo y la revista Época. Su trabajo como director y presentador de programas de televisión se ha distinguido por la calidad intelectual de los invitados y el dinamismo de algunos de sus debates.
Dirigió el suplemento cultural "Disidencias" del Diario 16, dirigido entonces por Pedro J. Ramírez.
Entre 1987 y 2001 fue director de “La Gnosis”, en los Cursos de Verano de la Universidad Complutense en El Escorial, Madrid.
Pidió el voto a favor de José María Aznar en las elecciones generales de 1993.
En 1994 comenzó a investigar la muerte de su padre gracias al testimonio de un profesor republicano que estuvo detenido junto a Sánchez Monreal la última noche de su vida. Después de varios años de investigación, llegó a la conclusión de que su padre no fue asesinado por motivos políticos, sino por una rivalidad profesional.
Aunque Sánchez Monreal era de ideología republicana conservadora (afín al partido de Miguel Maura, el Partido Republicano Conservador), el periodista Juan Pujol Martínez, vinculado estrechamente a los insurrectos lo denunció ante ellos como un rojo peligroso, por lo que sería asesinado en septiembre de 1936 en las proximidades de Burgos. Durante el franquismo, Pujol fue nombrado director de la agencia EFE, creada después de la guerra por la fusión de la agencia Febus con dos más. Dragó narra el viaje de su padre, desde que salió de Madrid el 18 de julio de 1936 para informar sobre la sublevación militar hasta su asesinato, en su novela Muertes paralelas.
Era padre de cuatro hijos de cuatro madres diferentes. Entre estas esta la actriz, locutora de radio y escritora Ayanta Barilli. En 1995 conoció a Naoko, una japonesa 38 años más joven que él, con quien empezó una relación de la que nacería su cuarto y último hijo en 2012.
Fue miembro del jurado del Premio Premios Princesa de Asturias de las Letras entre 1999 y 2016.
En 2003, viajando por Etiopía durante la Semana Santa, fue mordido por un perro rabioso en Axum. En su aeropuerto pudo tomar una "avioneta misteriosa" que acertaba a salir ese mismo día con destino a Addis Abeba, donde le administraron la primera inyección de la vacuna antirrábica en una clínica británica y le informaron que era urgente que recibiera una dosis de gammaglobulina antirrábica, que en Etiopía sólo había cuatro, en la Embajada de Estados Unidos, pero era muy poco probable que se la dieran. Dispuesto a regresar a España, explicó su situación al embajador de España, quien solicitó la dosis a la legación estadounidense, que la concedió. Sánchez Dragó atribuyó la concesión de la dosis que prácticamente le salvó la vida a la alianza entre el Gobierno de España y Estados Unidos en la invasión de Irak en 2003.
Una grave obstrucción arterial requirió que se sometiera a una intervención quirúrgica de baipás coronario triple en febrero de 2005. En una entrevista de 2016 declararía que, a pesar de que «la sanidad [pública] española es de las pocas cosas en España que [...] funciona admirablemente», seguía oponiéndose a su existencia por principios. En la misma entrevista afrimaría que «a los 3 días de operarme estaba bailando el vals en los pasillos».
Una nueva especie de escarabajo descubierta en Namibia fue denominada Somaticus sanchezdragoi en honor a él, algo que Dragó consideró "el más alto honor que la vida" le ha otorgado.
Dragó protagonizó en 2010 una notoria polémica cuando publicó con Albert Boadella el libro Dios los cría... y ellos hablan de sexo, drogas, España, corrupción..., en uno de cuyos capítulos se jactaba de haber tenido relaciones sexuales con dos "lolitas" de trece años en el Tokio de 1967, y de no poder ser juzgado al haber prescrito el delito. El episodio alcanzó tal resonancia que las secciones sindicales de Unión General de Trabajadores, Comisiones Obreras y Confederación General del Trabajo en Telemadrid, donde Dragó presentaba el programa Las noches blancas, exigieron su cese. El autor se vio forzado a admitir que la anécdota era un embellecimiento provocativo del libro, y que las aludidas eran realmente jóvenes mayores con las que no llegó a entablar relaciones. A pesar del escándalo, Dragó fue defendido por la entonces presidenta de la Comunidad de Madrid, Esperanza Aguirre, y sería objeto de un manifiesto en su defensa redactado por Boadella, Fernando Savater, Luis Racionero, Gustavo Bueno, María Dueñas, Montero Glez y José Luis Garci.
Desde 2017 mantenía una relación sentimental con la periodista Emma Nogueiro, 57 años más joven que él, y a quien conoció mientras ésta le hacía una entrevista.
A pesar de sus diferencias ideológicas, era amigo de Jorge Verstrynge y de José Saramago.
Durante el confinamiento impuesto por la epidemia de COVID-19, abrió cuenta de Twitter y publicó y dirigió el semanario digital La Retaguardia (25 de marzo de 2020), proyecto que cerró tras tres meses de actividad. Sobre ese medio de comunicación, declaró que el The New York Times solía mentir, mientras que el suyo nunca lo hacía. 
En 2021 colaboró en el libro promovido por Vox contra la Ley de la memoria histórica titulado "Memoria histórica", amenaza para la paz en Europa, editado por el Grupo de los Conservadores y Reformistas Europeos del Parlamento Europeo, en el que está encuadrado Vox, y en el que también han participado destacados miembros de este partido como Hermann Tertsch y Francisco José Contreras, además del historiador Stanley G. Payne.
Fernando Sánchez Dragó obtuvo el Premio Castilla y León de las Letras, en su edición correspondiente a 2022. El jurado acordó, por unanimidad, concederle este galardón “por la amplitud y la solidez de su obra, torrencial, apasionada e inquieta, y siempre entreverada de elementos autobiográficos y visionarios, a la vez que fiel memoria de toda una generación y una época”. El jurado quiso resaltar “su dilatada trayectoria divulgativa de la lengua y la literatura españolas, en especial en prensa, radio y televisión, donde dejó una huella imborrable. Y su vocación de rescate de los marginados, de los heterodoxos y de los malditos de nuestra cultura”. Por último, también se valoró el vínculo especial que el autor tenía con la provincia de Soria, siguiendo la tradición literaria de escritores tan ilustres como Antonio Machado o Julián Marías”.
A principios de 2023 propuso a Santiago Abascal la candidatura de Ramón Tamames para realizar una moción de censura contra Pedro Sánchez. Finalmente, esta no prosperó.
El 10 de abril de 2023 falleció en su casa de Castilfrío de la Sierra tras sufrir un ataque al corazón.

## Pensamiento

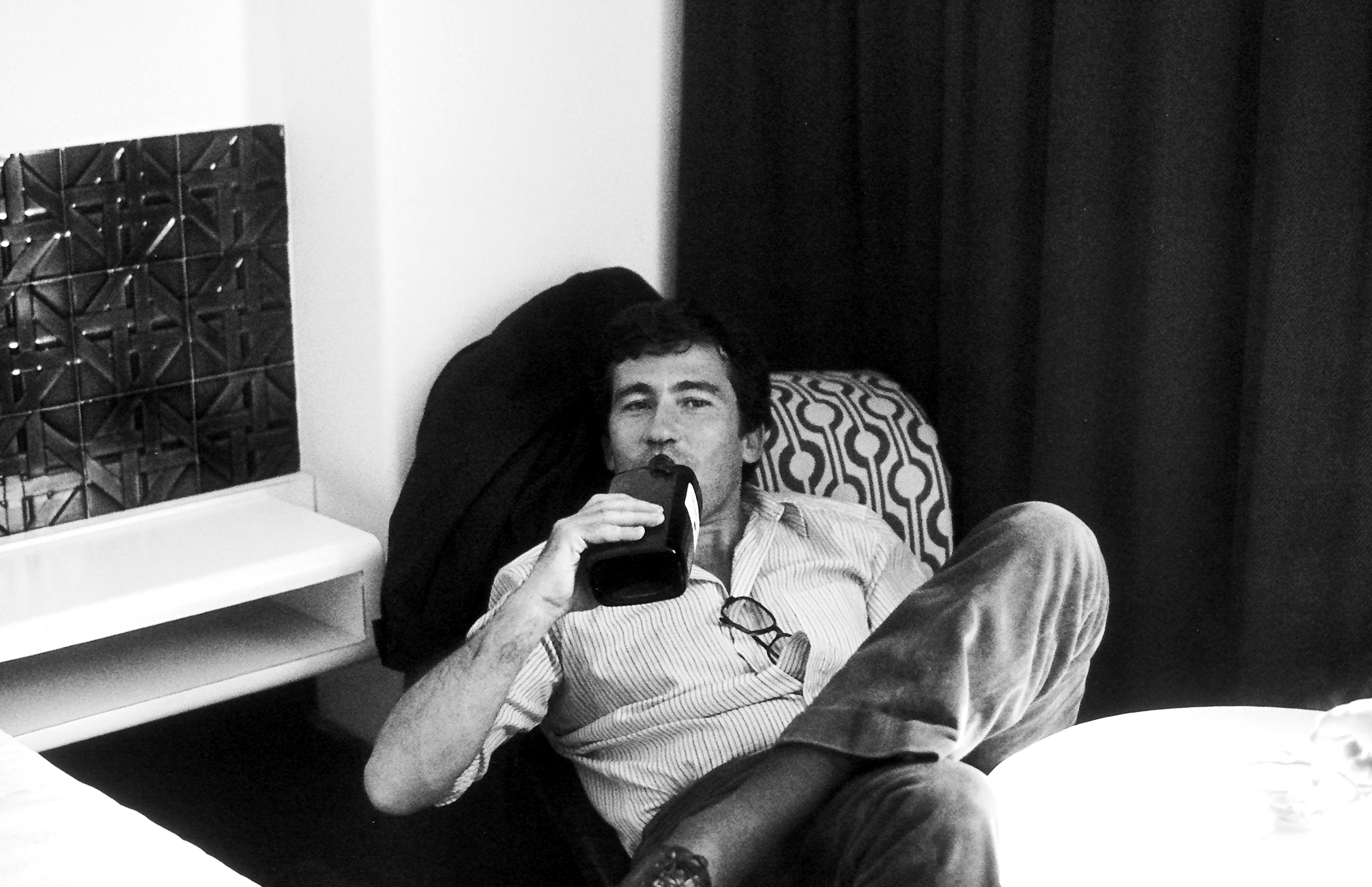
Sánchez Dragó en 1979, bebiendo directamente de una botella de whiskey.

Dragó afirmaba que la política no le interesaba y que las ideologías eran el "acartonamiento de las ideas" y hacían esclavos. Él mismo se definía como «un hombre sin etiquetas». Sin embargo, desde su izquierdismo antifranquista de la juventud hasta su condición liberal –en el sentido amplio de la palabra- de estos últimos tiempos, recorrió un camino que le ha conducido hasta llegar al orientalismo espiritual. La postura ante la vida que ha ido adquiriendo con el paso de los años se podría resumir en las siguientes palabras:

"A mí la evolución social me importa un pito. Sólo me interesa la espiritual, lo que está dentro de nosotros. Ocúpense de lo exterior otras personas. Creo que el mundo está en constante decadencia desde el siglo sexto antes de Cristo. Y, en cualquier caso, tocó definitivamente fondo en 1789. No soy multiculturalista, sino cosmopolita, que es lo contrario.(...) No me interesa que las cosas cambien, sino profundizar en ellas. Fue la primera enseñanza que hace 40 años me transmitió la India. El hombre no cambia nunca, pero puede ser más ancho, más profundo, más alto, más intenso y más extenso. Ése es mi ideario."

Reivindicaba el destino de los pueblos, su arraigo en la historia, el inconsciente colectivo, la necesidad de lo sagrado, la pedagogía de los mitos, la reivindicación de la excelencia y la existencia de las razas. Además manifiesta que el reductio ad Hitlerum es un instrumento del actual pensamiento único para acallar a los heterodoxos.

### Ideas políticas
Defendió posiciones anarcoindividualistas, que rechazaban la polis como concepto y el contrato social. Sostenía que la idea aristotélica de que el ser humano es un animal social no era válida para él, porque él no era sociable sino solitario, razón de que vivía en un pueblo con una docena de vecinos, y que la realidad en la que vivía era literaria, no social.  Su pensamiento político incorporó también elementos del perennialismo,la astrología,el misticismoy el libertarismo de mercado.[cita requerida] Se oponía también a la dicotomía izquierda-derecha:

Te diré que ser de izquierdas o de derechas, como ya dijese Ortega y Gasset, es una de las infinitas formas de ser estúpido que tiene a su alcance el ser humano. Pequeño mundo occidental, fruto del dualismo monoteísta. Nunca, nadie, fuera de ese ámbito, en Asia, por ejemplo, me ha hablado de derechas ni de izquierdas. Nunca, nadie, digo. La derecha, por otra parte, es desarrollista, como también lo es la izquierda, y yo creo que lo único que puede salvar el mundo, si es que éste aún puede salvarse, es detener el crecimiento económico.

Dragó era partidario del antiestatismo sedicente y euroescéptico, y el día de la entrada de España en la Unión Europea (organización que calificó de «engendro leninista») envió un telegrama al Ministerio de Justicia solicitándole «ante la infamia y el delito de alta traición cometido» el estatuto de apátrida. Habló en contra de la globalización, el neoliberalismo y el capitalismo.En la década de los dosmil mostró su apoyo a distintos eventos falangistas.
Varios críticos han caracterizado sus obras como antisemitas, especialmente Gárgoris y Habidis.
También se mostró favorable a Marine Le Pen, lamentando que no existiese un partido de sus características en España y a Vladímir Putin, apoyando la anexión rusa de Crimea, hecho que calificó como el "acontecimiento histórico más significativo desde que el Muro de Berlín se convirtió en cascotes".
En 2018, declaró estar de acuerdo «con el 90%» del programa presentado por el partido ultraderechista Vox, si bien discrepando con el centralismo de dicho programa. Más tarde volvería a afirmar que «en Europa sólo hay para el votante dos opciones contrapuestas: la del identitarismo centrípeto, conservador y soberanista (Vox en España) y la del multiculturalismo centrífugo, europeísta, progresista e islamizante (todos los demás)». Reivindicó ser de los pocos escritores y periodistas españoles, junto con Juan Manuel de Prada en apoyar el Brexit y la candidatura presidencial de Donald Trump.

### Cultura
Su crítica sobre el mundo occidental es radical: en el siglo XVIII los habitantes de Occidente fueron privados de las directrices éticas y estéticas que solamente los mitos proporcionan (directrices esenciales para un desarrollo equilibrado de los seres humanos), cuando la cosmovisión sagrada de la vida, de raíces cristianas, fue sustituida por la concepción racionalista "de la cual derivan el ateísmo, el cartesianismo, cientificismo, mecanicismo, materialismo y economicismo brutal predominantes en la mayor parte del mundo". Afirmó que Rousseau es el padre del totalitarismo.

"En Oriente, por el contrario, aseguran que el tiempo es circular, que todo se repite, que la Historia es eterno retorno de ciclos que se encadenan y que las cosas del mundo no se suceden, sino que, simplemente, suceden. Es el illud tempus, el del érase una vez de las leyendas, las fábulas infantiles y las escrituras sagradas, el de la Edad de Oro, el de la serenidad apolínea y la ebriedad dionisíaca, el del nada importa nada de los cínicos, los estoicos y los epicúreos. En él no cabe la Caída ni, por lo tanto, el deterioro y la muerte. Es probable que el hombre feliz no tuviera camisa en la época de Las mil y una noches, pero es seguro que ahora no tiene reloj".

En esta misma línea, cuando en Gárgoris y Habidis analiza la historia española, Dragó reniega de la modernidad y de la fe cristiana; si bien contraponiéndole valores místicos originarios del gnosticismo y de una Antigüedad que consideraba profundamente desconocida: "El siglo VI antes de Cristo [ Era Axial ] es el siglo de Buda, de Confucio, de Lao-Tsé, de Zaratustra, de los movimientos órficos, de Pitágoras, los presocráticos… Ese es el mejor momento de la Historia universal. Todo lo que sabemos se dijo en ese siglo y desde entonces el mundo está en continua decadencia."
A la vez, condenaba además el multiculturalismo, al que comparaba con la caída del Imperio Romano.

"El multiculturalismo significa la anulación de todos los valores en la tentativa de encontrar otros nuevos. Si vienen a decirnos que el 'tam tam' de una tribu africana vale lo mismo que la Novena Sinfonía de Beethoven, eso no es un nuevo valor, es un desvalor.

Su visión de Europa era pesimista: "Europa se hunde, es un desastre, no hay nada que hacer. Europa dentro de poco será el Tercer Mundo", con relación al surgimiento de nuevos bloques geopolíticos: 

"En la Historia Universal hay corrientes telúricas que cuando llega su momento se abren paso a una velocidad vertiginosa y no hay quien las detenga. Hubo un milenio que fue el del Mediterráneo: el milenio de la Natividad, de la Hélade, de Egipto… Luego otro milenio que fue del Atlántico, el de Estados Unidos, Inglaterra, los imperios coloniales… y ahora llega el milenio del Pacífico. Hay tres grandes bloques emergentes en el mundo: uno es Rusia, otro es China y el sudeste asiático y el otro los países musulmanes. Estos últimos están desunidos entre sí, pero en el momento en que se unan Europa se va a convertir en un parque temático, en un museo."

El escritor entendía que nos encontramos en la etapa del Kali Yuga hindú, un "totalitarismo fofo" en el que solo hay vacuidad: "el del Hombre Feliz a la manera de Aldous Huxley, el feísmo elevado a categoría de arte, la supresión del criterio de excelencia y la corrupción del lenguaje, la demagogia y rebelión de la chusma, la del rasero del igualitarismo, la de la nivelación castradora frente a la diferenciación ontológica de los dos sexos, la de la transformación de la libertad de pensamiento en la inanidad de este, la del cientifismo materialista y reduccionista, la de la sustitución de lo real por lo virtual, la de los tuiteros que se creen Shakespeare y actúan como Savonarola, la de la globalización que se postra ante los altares del santo consumo, la del mercantilismo a ultranza, la de la corrección política como nueva Inquisición." Esta última constituía para él una forma de puritanismo. Dragó postulaba que vivimos en una oclocracia y una "mojigatocracia". También ha criticado que la sociedad vive en una perpetua adolescencia.

### Sociedad
Mantenía una defensa a ultranza de los derechos individuales como la vida (por lo que se opuso al aborto) y la propiedad privada. Sí se declaraba, empero, a favor de la eutanasia. A la vez, opinaba en contra del puritanismo, el desarrollismo, el buenismo el progresismo, la tecnología, la ideología de género, la corrección política, la posmodernidad, el krausismo, la telebasura, el American way of life, el positivismo, la Revolución industrial, el materialismo, el economicismo y la sociedad de consumo.
También arremetía contra el feminismo, en su opinión promovido por la Fundación Rockefeller y otras instituciones plutocráticas y la CIA con los objetivos de "duplicar los ingresos fiscales que irrigan las coronarias del Sistema" incorporando a las mujeres al trabajo y con "la progresiva destrucción de la familia, ámbito natural en el que se transmiten los valores morales y se forja la personalidad: ausentes del hogar los dos progenitores, forzoso es llevar a los niños a los campos de concentración escolares desde sus primerísimos años para lobotomizarlos, robotizarlos, ovejizarlos y transformarlos en ciudadanos sumisos que pasen con la cabeza gacha por la ranura de las urnas y la taquilla del fisco". Creía que el feminismo ha conseguido que ya no queden Ariadnas.

### Religión
Ensayos de Dragó como Gárgoris y Habidis. Una Historia mágica de España o El sendero de la mano izquierda: un código de conducta recogen el pensamiento religioso de Dragó, uno de cuyos rasgos fundamentales es la sintonía con el universo filosófico del Oriente y el rechazo del judeocristianismo, del mundo moderno occidental, y del progreso. Antes bien, Dragó era afín a múltiples formas de misticismo y filosofía, como el hermetismo el chamanismo, los cultos mistéricos las religiones orientales, como el taoísmo, el budismo o el hinduismo, y la filosofía griega, en especial la presocrática y la helenística (neoplatónica, estoica y epicúrea sobre todo), además de la cínica.
Criticaba a las religiones monoteístas y en particular el protestantismo. Al mismo tiempo, favorecía el cristianismo esotérico basado en los Evangelios apócrifos, entendía la figura de Cristo como el arquetipo junguiano del héroe solar al que compara con Krishna, Osiris, Buda, Mitra, Zoroastro y Dioniso, y valoraba el legado pagano sincretizado en el catolicismo frente al literalismo bíblico e iconoclasta protestante.

"Mejor, mil veces mejor -siendo las dos malas- la Contrarreforma que la Reforma. El verdadero cristianismo es fruto en sazón del Mediterráneo y prenda de grecolatinidad. Lo es su exuberancia, su policromía, su barroquismo, su cosmopolitismo, su misticismo (...) su don de la ebriedad, su sensualidad, su música, su arquitectura, sus imágenes, sus procesiones, sus ceremonias, su filosofía, sus luchas intestinas entre las virtudes cardinales y los pecados capitales, y -sobre todo- el restallante y deslumbrante fulgor del paganismo que lo envuelve y lo recubre como un pan de oro".

Elogiaba el Sermón de la montaña de Jesucristo que considera inspirado por Buda, el Evangelio de San Juan y el Apocalipsis por considerarlos místicos y esotéricos, y entendía que la Santísima Trinidad tiene su origen en el Trimurti hindú. En su obra Gárgoris y Habidis encontramos elogios a padres y doctores de la Iglesia como San Agustín del que afirma que fue un "gigante de erudición, gran filósofo, intelectual exquisito, maestro de generaciones, padre del catolicismo con méritos no inferiores a los de Pablo" y San Juan Crisóstomo además de otros como San Isidoro de Sevilla, San Clemente de Roma, San Basilio de Cesarea, "al más completo estilista retórico de la patrística" San Gregorio Nacianceno, al asceta y teólogo Orígenes de Alejandría, a Juan Damasceno, al Beato de Liébana, al escolástico Duns Scoto, al teólogo, geógrafo, filósofo, químico y precursor de la escolástica Alberto Magno, al beato filósofo, poeta, místico, teólogo y misionero Raimundo Lulio, a Gonzalo de Berceo, a Marsilio Ficino, a Pico della Mirandola, a Fray Luis de León o a los místicos Santa Teresa de Jesús y San Juan de la Cruz, a Miguel de Molinos y a Ana Catalina Emmerick. Elogió también la obra de autores tradicionalistas como Léon Bloy, G. K. Chesterton y Nicolás Gómez Dávila.
En el mismo libro también el Concilio Vaticano II por considerarlo progresista y la muerte de la liturgia. Sostenía que el Opus Dei es una organización que cree en la idea del progreso.

### Vida animal
Defendía la tauromaquia, que consideraba lo que queda del carácter de España, que impregna el modo de hablar, escribir, pensar y hasta de existir del país, lo cual era una parte esencial de su vida, y entre las Bellas Artes sentía que era "la de mayor rango" porque las demás (pintura, escultura, literatura, música, danza y arquitectura) giran a su alrededor. Pensaba que el torero nos enseña a vivir cuando mata al toro y también a cómo morir cuando muere en el albero de la plaza o en el quirófano, y que cumple la función del héroe del mundo antiguo, esto es, ofrecer ejemplaridad pública a la sociedad. Agregaba a los tres mandamientos clásicos del toreo a pie, «parar, templar y mandar», los de «ligar y cargar la suerte». Dragó entendía la tauromaquia como sacramento y cree que sus aficionados son los náufragos de la Edad de oro.
Afirmaba que los gatos eran sus maestros porque no entienden la sumisión, están a la vez en estado de alerta y reposo y velan por el sueño de los niños. Creía que son animales psicopompos, es decir, que pueden recorrer cuando lo desean los pasadizos que comunican con el Más Allá y tienen la facultad, el deber y la vocación de guiar a los seres humanos y tal vez a otros animales, en sus desencarnaciones. Sospechaba que los escritores pueden ser los animales favoritos de los gatos, visto que les gusta sentarse al lado de las páginas, de la computadora o de la máquina de escribir y observar cómo los dedos del escritor sacan palabras desde el hondón de su mente. Escribió el cuento Soseki. Inmortal y tigre, dedicado a su gato Soseki, que murió en un accidente doméstico. Luego de examinar las circunstancias en las cuales se produjo el accidente, Sánchez Dragó llegó a la conclusión de que, para salvar la vida de su nieta, Soseki decidió sacrificar la suya.

## Características de su obra
Con relación a la literatura, Dragó suscribía la opinión de César González Ruano de que en literatura “todo lo que no es autobiografía es plagio" y por ello declara que la única literatura que le interesa es la egográfica. Afirmaba que "el único deber revolucionario que tiene un escritor es crear belleza", la tarea del escritor es poner en comunicación el macrocosmos con el microcosmos, intentando explicar desde abajo lo que está arriba y que la lengua es la verdadera patria de un escritor. Pensaba, como Carl Gustav Jung, que "la vida no vivida es una enfermedad de la que se puede morir", como María Zambrano que "hay cosas que no pueden decirse (...) pero lo que se tiene que escribir es lo que no se puede decir" y estaba de acuerdo con el Eclesiastés en que es mejor el fin de una cosa que su principio.
A lo largo de su vida, ganó diversos premios literarios (Véase más abajo todos sus galardones). Cabe destacar el Premio Nacional de Literatura en su modalidad de ensayo en 1979 que obtuvo por su obra Gárgoris y Habidis. Una historia mágica de España, en la que estudia el enigma de España.
Dragó buscaba la expresión estilística compleja, concibía el lenguaje literario como algo no completamente alejado del lenguaje usual sino complementario; esto redunda en la elección de un léxico poco común, erudito, mezclado con lo popular, en el uso de gran cantidad de enumeraciones y adjetivación, en la profusión de metáforas y en la utilización de oraciones compuestas y estructuras sintácticas con fuerte anidamiento. Este estilo ha sido criticado por excesivamente verbal y recargado, vacío de contenido, etc. Otros críticos han valorado la gran cantidad de recursos y registros literarios del escritor, viendo ese exceso verbal como una suerte de torrente literario. Trataba de modo recurrente temas como la espiritualidad, el desarrollo de la consciencia, la sabiduría, las religiones o la literatura. Novelas como El camino del corazón o Muertes Paralelas son de temática fuertemente autobiográfica.

## Encuentros eleusinos
Desde 2013 organizó los Encuentros eleusinos, basados en el Círculo Hermético fundado por Hermann Hesse y Carl Gustav Jung en Montagnola (Suiza). Trató temas como la espiritualidad, la filosofía oriental, el tao, el eterno femenino, epicureísmo, el orgasmo, el héroe, la ebriedad, el Grial y los cultos solares, la filosofía perenne, el viaje o sobre él mismo. Se han realizado en lugares como Poyo, Castilfrío de la Sierra, Salamanca, Kampot (Camboya), Benarés (India), Eleusis (Grecia), Chauen (Marruecos), El Escorial o el Café Gijón (Madrid). Han participado Javier Sierra, Ramiro Calle, José Miguel Gaona, Luis Alberto de Cuenca, José Javier Esparza, Jorge Verstrynge, Pablo d'Ors, Antonio Piñero, Carlos Blanco, María Elvira Roca Barea, Serafín Fanjul, Gustavo Bueno Sánchez, Valerie Tasso, Victoria Cirlot, Santiago Abascal, Alberto Vázquez Figueroa, Benigno Morilla, Juan Manuel de Prada, Anna Grau, Miguel Ángel Quintana Paz, Andrés Trapiello, Reyes Monforte, Joaquín Leguina, Juan Carlos Girauta, Toni Cantó, Juan Soto Ivars, Jorge Freire, Ángela Vallvey, Esteban González Pons, Frank Cuesta o Luis Eduardo Aute.

## Obra

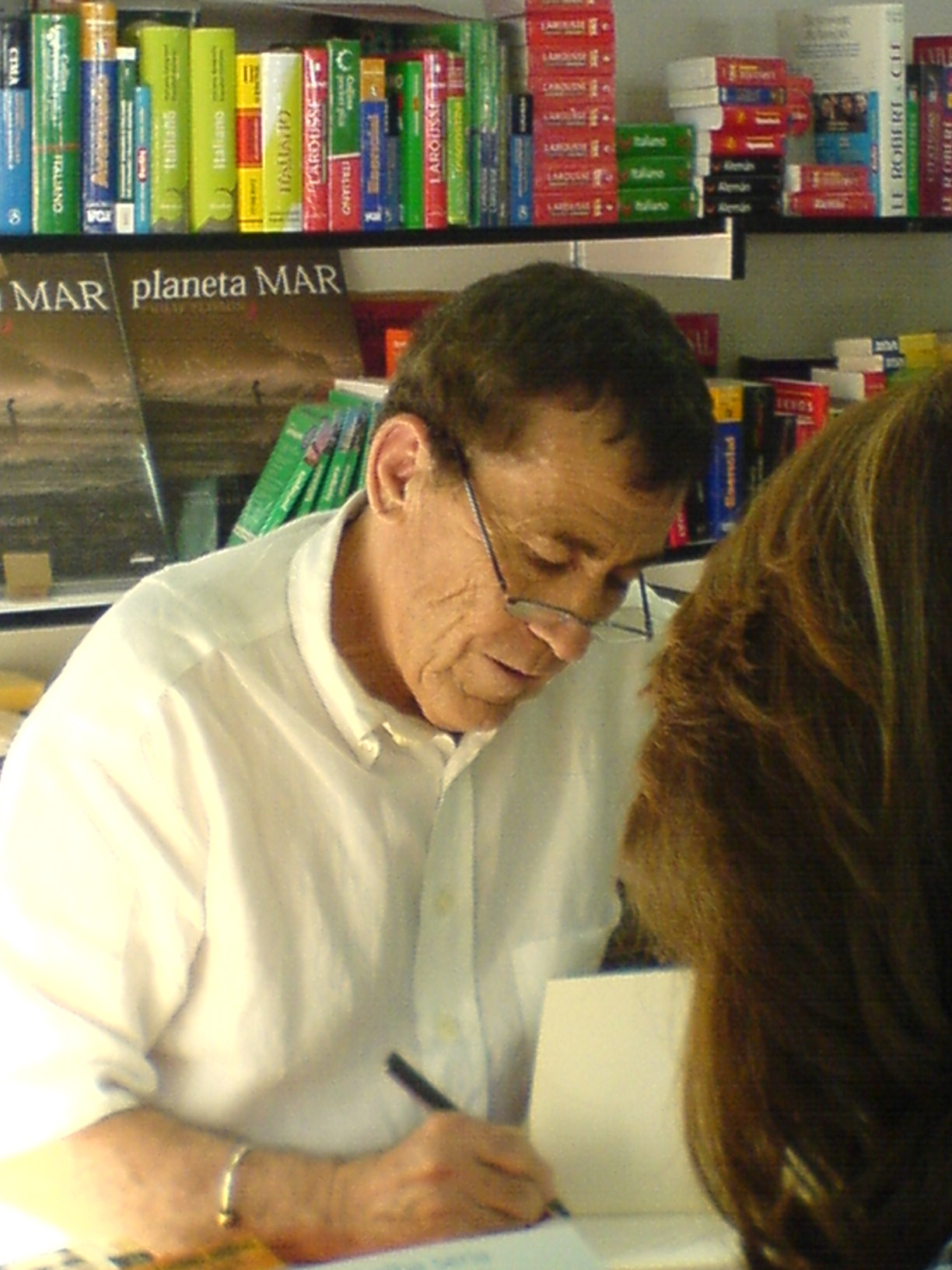
Fernando Sánchez Dragó firmando en la Feria del Libro de Madrid (2007).

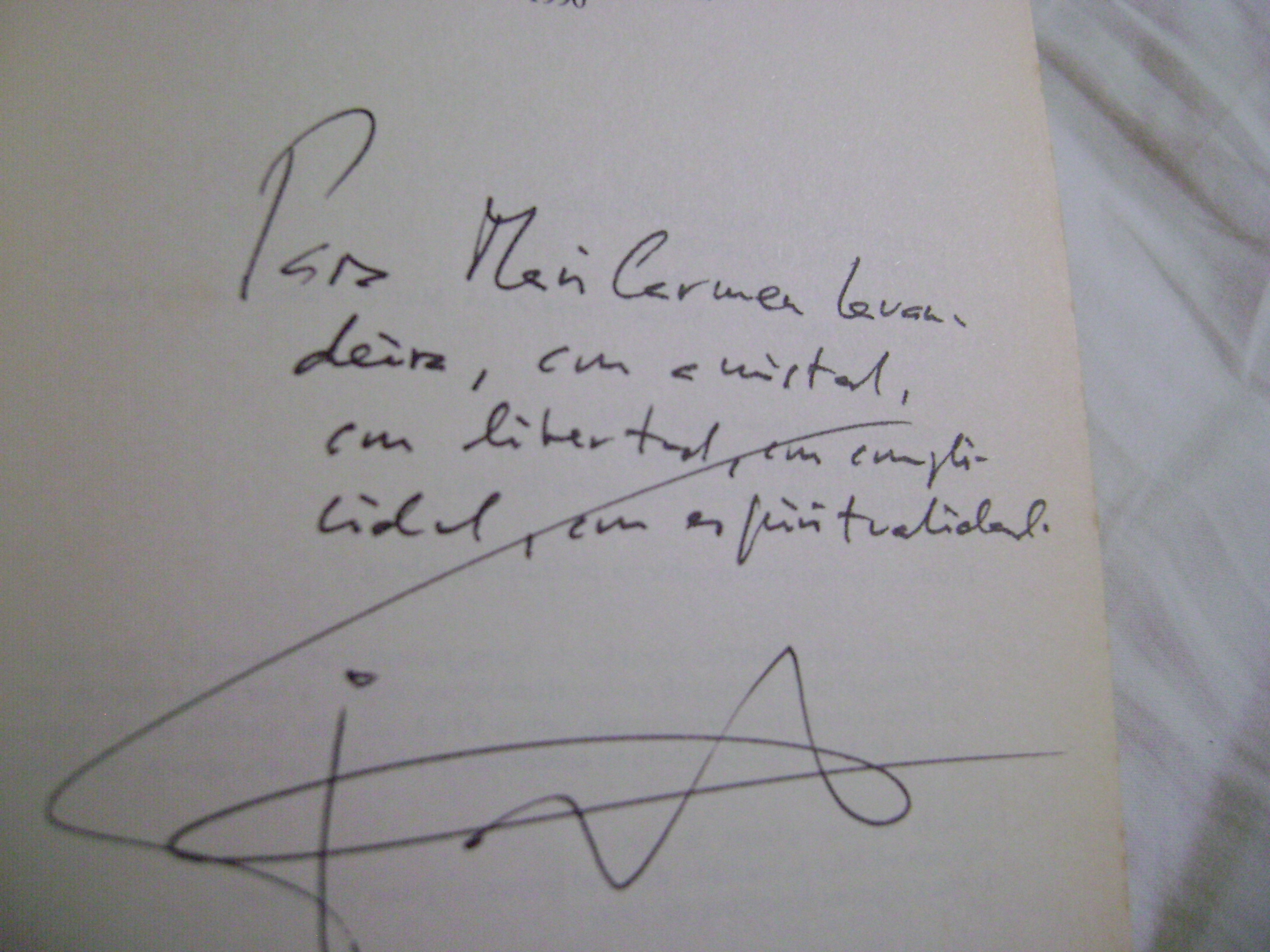
Libro firmado por Dragó.

- España viva (Muchnik Editores, 1967)
- Gárgoris y Habidis. Una Historia mágica de España (Libros Hiperión, 1978)
- La España mágica: Epítome de Gárgoris y Habidis (Alianza Editorial, 1983)
- Eldorado (Editorial Planeta, 1984)
- Finisterre. Sobre viajes, travesías, naufragios y navegaciones con Fernando Savater, Luis Racionero, Ramón Buenaventura, José María Álvarez, José María Poveda, Luis Paniagua, José María de Areilza, Pedro Martínez Montálvez, Marcos-Ricardo Barnatán, Xavier Domingo, Valentín Paz Andrade y Antonio Gala (Editorial Planeta, 1984)
- Ideas para una nueva política cultural (Ediciones Almar, 1984)
- Fernando Sánchez Dragó. Una vida mágica (con Joaquín Arnáiz) (Anjana Ediciones, 1985)
- Las fuentes del Nilo: protocolos del camino de Damasco (Editorial Planeta, 1986)
- Del priscilianismo al liberalismo. Doble salto sin red (Editorial Prensa y Ediciones Iberoamericanas, 1987)
- Volapié. Toros y tauromagia (Espasa-Calpe, 1987)
- La gnosis o en conocimiento de lo oculto (Universidad Complutense de Madrid, 1989)
- El camino del corazón (Editorial Planeta, 1990)
- Diario de un guerrero. La Dragontea, I (Editorial Planeta, 1992)
- La prueba del laberinto (Editorial Planeta, 1992)
- Calendario espiritual (Temas de Hoy, 1992)
- Discurso numantino. Segunda y última salida de los ingeniosos hidalgos Gárgoris y Habidis (Editorial Planeta, 1995)
- La del alba sería. Mis encuentros con lo invisible (Editorial Planeta, 1996)
- Diccionario de la España Mágica (con Antonio Ruiz Vega) (Espasa-Calpe, 1997)
- En el alambre de Shiva. La Dragontea, II (Editorial Planeta, 1997)
- El camino hacia Ítaca. La Dragontea, III (Editorial Planeta, 1998)
- Historia mágica del Camino de Santiago (Editorial Planeta, 1999)
- Carta de Jesús al Papa (Editorial Planeta, 2001)
- El sendero de la mano izquierda (Martínez Roca, 2002)
- Sentado alegre en la popa. La Dragontea, IV (Editorial Planeta, 2004)
- Kokoro: A vida o muerte. Dragó entrevista a Dragó (La Esfera de los Libros, 2005)
- Muertes paralelas (Editorial Planeta, 2006)
- Libertad, fraternidad, desigualdad. Derechazos con Antonio Ruiz Vega (Editorial Áltera, 2007)
- Diario de la Noche. Los textos más polémicos del informativo nocturno más personal (Editorial Planeta, 2007)
- Y si habla mal de España... es español (Editorial Planeta, 2008)
- Soseki. Inmortal y tigre (Editorial Planeta, 2009)
- Dios los cría...y ellos hablan de sexo, drogas, España, corrupción... con Albert Boadella (Editorial Planeta, 2010)
- El lobo feroz (Editorial Áltera, 2011)
- Esos días azules. Memorias de un niño raro (Editorial Planeta, 2011)
- Pacto de sangre con Ayanta Barilli  (Editorial Planeta, 2013)
- La canción de Roldán: Crimen y castigo (Editorial Planeta, 2015)
- Shangri-La: El elixir de la eterna juventud (Editorial Planeta, 2016)
- Santiago Abascal. España vertebrada (Editorial Planeta, 2019)
- España guadaña. Arderéis como en el 36 (con prefacio de Juan Eslava Galán y epílogo de Fernando Arrabal) (Editorial Almuzara, 2019)
- Galgo corredor. Los años guerreros. 1953-1964 (Editorial Planeta, 2020)
- Habáname (Harkonnen Books, 2021)
- Un paseo por el honor y la muerte (Editorial Almuzara, 2022)

## Premios

### Como escritor
- Premio Nacional de Ensayo (España) Gárgoris y Habidis. Una historia mágica de España (1979)
- Premio Planeta por La prueba del laberinto (1992)
- Premio Espiritualidad Martínez Roca por El Sendero de la Mano Izquierda (2002)
- Premio Fernando Lara de novela por Muertes paralelas (2006)
- Premio Castilla y León de las Letras (2023)

### Como periodista
Como periodista de prensa, radio y televisión ha trabajado en diversos países. Fue Premio Ondas por El mundo por montera y Premio Nacional de Fomento de la Lectura por Negro sobre blanco.

## Trabajos en televisión
Ha sido presentador y tertuliano de diversos programas culturales en televisión:
En Televisión Española:
- Encuentros con las letras (1979 - 1980)
- Biblioteca nacional (1983)
- La noche (1989)
- El mundo por montera (1989 - 1990)
- Negro sobre blanco (1997 - 2004)
- Libros con uasabi (2015 - 2017)

En Canal 9:
- El faro de Alejandría (2002)

En Telemadrid:
- Las Noches Blancas (2004 - 2009)
- Diario de la noche (2007 - 2008)
- Dragolandia (2009)

En Cuatro:
- Cuarto Milenio (2007 - 2008)

En Telecinco:
- El gran debate (2012 - 2013)
- Sábado Deluxe (2017)